# Dwight Ferguson
Dwight Ferguson (11 agosto 1971) è un ex calciatore americo-verginiano, di ruolo difensore.

## Carriera
Ha giocato svariate partite in Nazionale.